# Cottus poecilopus
Cottus poecilopus е вид лъчеперка от семейство Cottidae.

## Разпространение
Видът е разпространен в Дания, Молдова, Норвегия, Полша, Румъния, Русия, Словакия, Украйна, Унгария, Финландия, Чехия и Швеция.